# Suport perforador de got

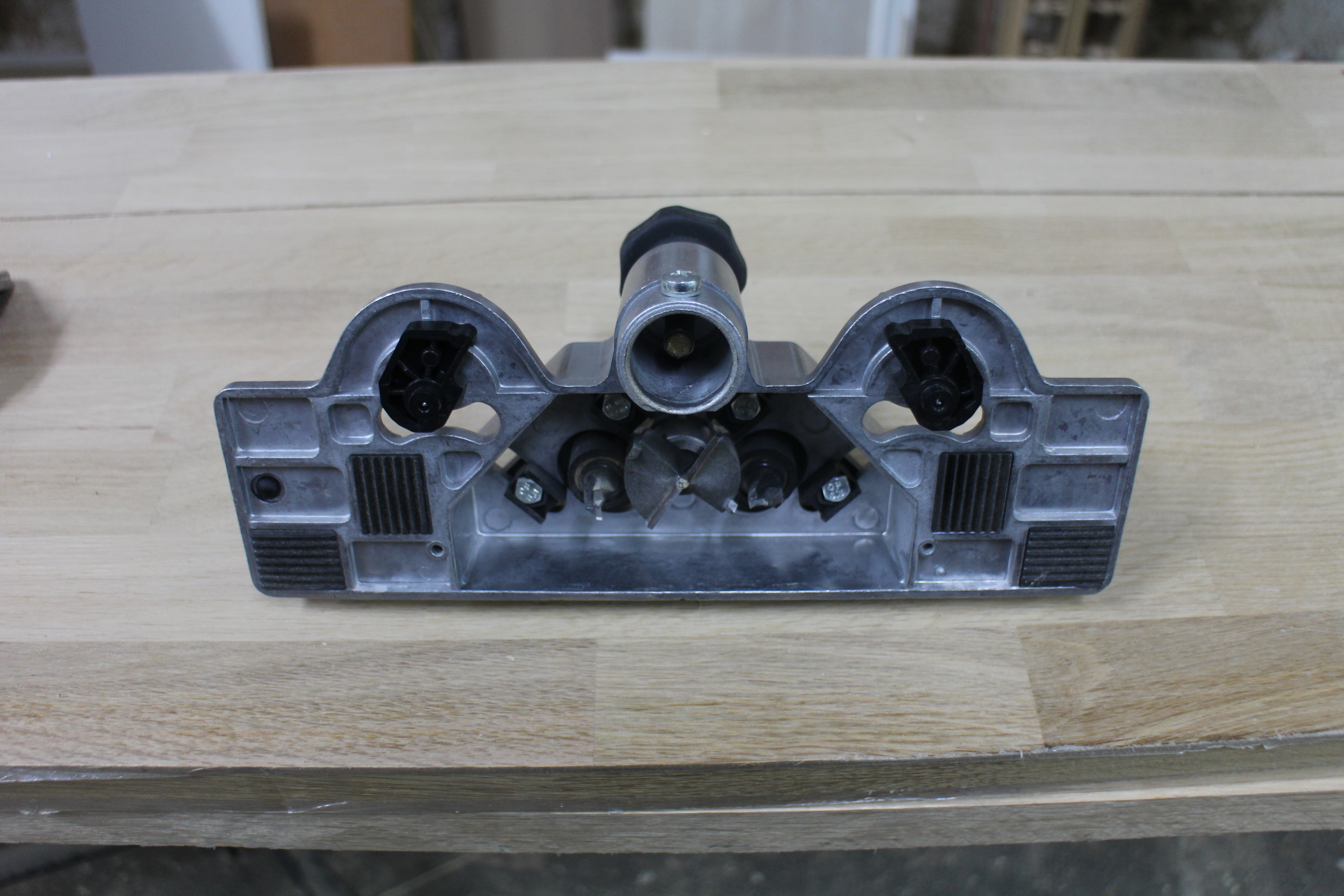
Suport per fer forats de got

Un suport perforador de got és un tipus de suport-plantilla, dissenyat per poder fer amb facilitat, forats de got de 3cm (estàndard), o d'altres mides, que s'empren per posar frontisses de cassoleta a les portes d'armari modernes. Com altres eines complementàries de treballar la fusta, per poder fer el forat de got, cal acoblar-li un trepant elèctric que fa girar una fresa Forstner.
Per la majoria frontisses de cassoleta puguin treballar correctament, cal fer un forat de got a la porta de l'armari, al punt just en front de la part estàtica de la frontissa que va collada sobre el lateral de l'armari .Per crear aquest tipus de forat, s'ha de fixar el suport-plantilla al lloc a perforar mitjançant un serjant (que de vegades porta incorporat el suport), un Forstner aplicar un trepant de mà elèctric a l'eix de la fresa Forstner; llavors es prem el trepant fins a arribar a una fondària satisfactòria del forat de got.
El propòsit del suport és per aguantar una fresa Forstner en el seu lloc, amb un angle de 90° mentre fa un forat de got de 3 cm de diàmetre. L'angle d'atac de l'eina és crític per al correcte moviment de la frontissa, el suport permet mantenir angle de 90° durant tota una sèrie de perforacions sense cap esforç.

## Tipus de suports-plantilla

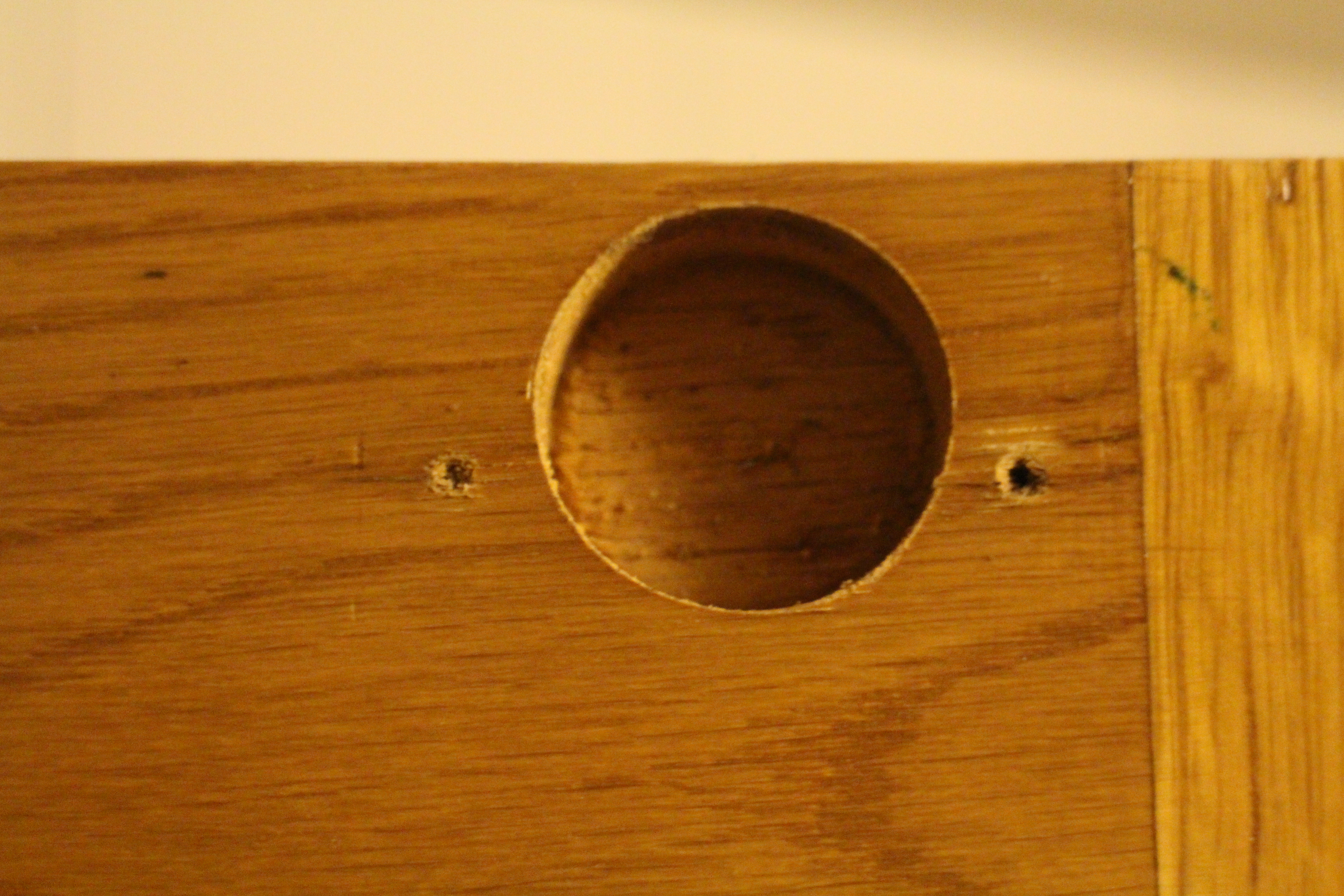
Forat de got un cop fet

En curt, hi ha principalment dos tipus de suports-plantilla: "suport de pressió" i "plantilla de forat". El "suport de pressió" s'empra per a mantenir la fresa Forstner perpendicular a la superfície de la porta i el tipus "plantilla de forat" és senzillament utilitzada per marcar el lloc on va el forat de got, col·locant-la paral·lel a la vora de l'eix de la porta, fixant-la amb un serjant.
Hi ha molts tipus de suport-plantilla comercialment disponibles. Fonamentalment, totes les plantilles d'empenta són similars en tant que permeten a l'usuari subjectar l'eina de la plantilla d'alguna manera. La plantilla té llavors algun mitjà de posició el centre de la broca Forstner al centre de l'orifici marcat, de tal manera que es manté un angle de 90° respecte a la superfície de la porta.
Un altre aproximació molt corrent és tenir una plantilla de cartró o d'alumini amb les marques per a les distàncies a les vores de la porta; aquest tipus de plantilles s'utilitzen normalment amb un trepant de mà fixat a un pedestal, per tenir estabilitat en l'angle d'atac. Molts treballadors de la fusta prefereixen fer els forats de got a mà, però requereix una mica de pràctica per aconseguir un forat de got perfecte on l'angle de 90° és molt crític. El mètode manual no requereix cap plantilla però és més fàcil de fer el forat usant la plantilla.

## Frontissa de cassoleta

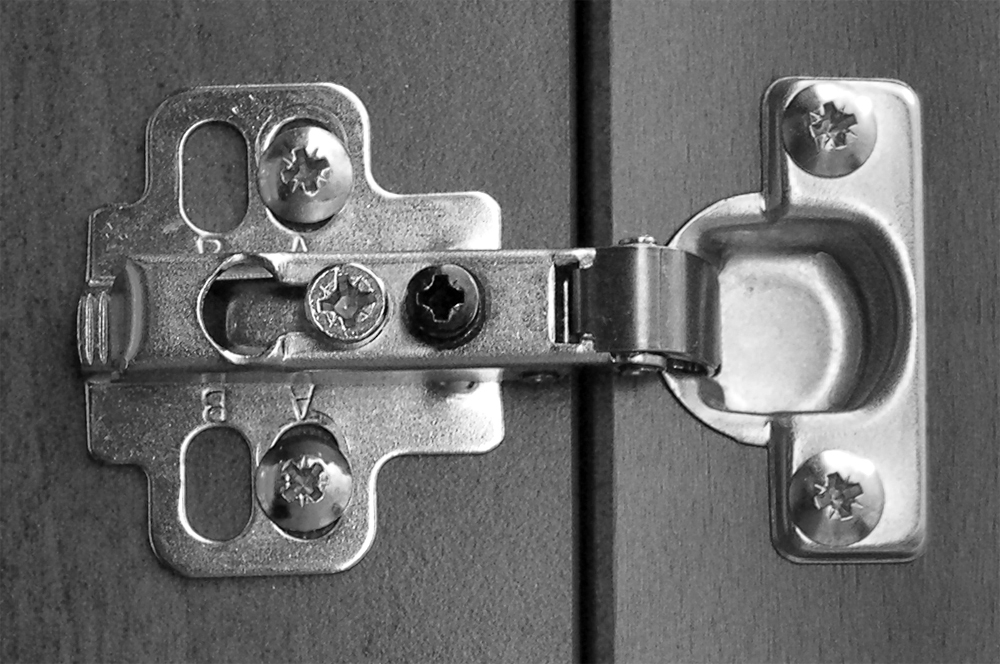
Frontissa de cassoleta en posició oberta

Les frontisses de cassoleta es fan servir en portes de mobiliari (amb auto-tanca o sense, i amb sistema d'amortiment o sense). Estan fetes de dues parts: Una part és la cassoleta amb el braç, l'altra part és la platina de muntatge. S'anomena també "Frontissa de got", or "Euro frontissa", ja que van ser desenvolupats a Europa i utilitzen estàndards mètrics d'instal·lació. Una característica molt important d'aquestes frontisses de cassoleta ofereixen l'avantatge d'una plena capacitat d'ajust in situ per a la distància de separació des del front de l'armari, així com pel capcineig i balanceig de la porta, mitjançant dos cargols a cada frontissa.
A part de les frontisses normals, les de tipus llibre o les de piano, que hi ha per als mobles; la més versàtil i regulable és la frontissa de cassoleta. És invisible des de l'exterior i pren el seu nom d'una de les dues parts que la componen: un suport fixat al moble o estructura i una cassoleta que conté les parts mòbils que fan el conjunt abatible i que queda parcialment incrustada dins la porta, en un forat que cal mecanitzar prèviament amb una fresa.
N'hi ha diferents tipus, segons el format de la porta sobre la qual va fixada:
- Recta ;
- Colzada.;
- Super-colzada ;

També n'hi ha de diferents graus d'obertura, fins 165º i adaptacions especials per al seu muntatge en cantonades, xamfrans, tancaments en 45°, 90° i 180° entre la porta i el lateral de l'armari.

## Fresa Forstner

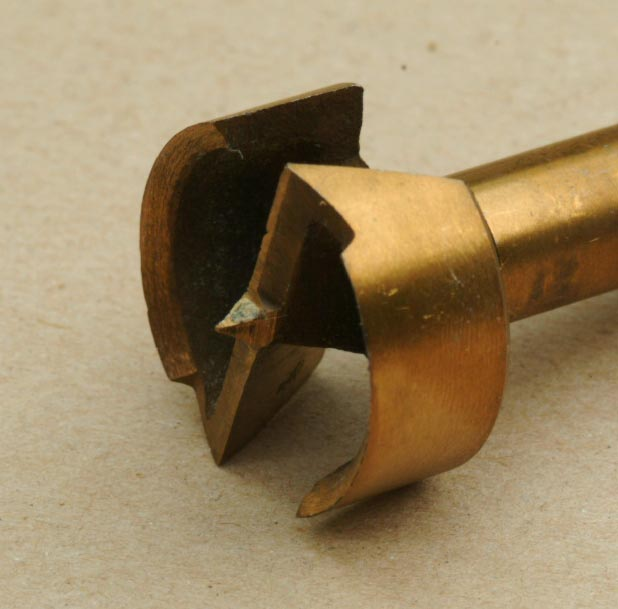
Fresa Forstner

Les freses o broques Forstner, que porten el nom del seu inventor, Benjamin Forstner, permeten fer orificis precisos de fons pla en fusta, amb qualsevol orientació pel que fa a la fibra de la fusta. Poden tallar a la vora d'un bloc de fusta i poden tallar forats superposats. A causa del fons pla de l'orifici, són útils per perforar xapes ja enganxades per afegir una incrustació. Requereixen una gran força per empènyer contra el material, pel que normalment es fan servir en premses de trepant o torns en lloc de trepants de mà, és a dir, a diferència de la majoria dels altres tipus de broques, no són pràctiques per utilitzar com a eines manuals.
La broca inclou un punt central que el guia al llarg del tall (que talla el fons pla del forat). El tall cilíndric al voltant del perímetre talla les fibres de fusta a la vora del forat i també ajuda a guiar la broca cap al material amb més precisió. L'eina de la imatge té un total de dos talls en aquest cilindre. Les broques Forstner tenen vores de tall radials per deixar pla el material en el fons del forat. La broca de la imatge té dues vores radials. Altres dissenys poden tenir-ne més. Les broques Forstner no tenen mecanisme per eliminar els encenalls de l'orifici i, per tant, s'han d'extreure periòdicament.